# Acronicta exilis
Acronicta exilis är en fjärilsart som beskrevs av Grot 1874. Acronicta exilis ingår i släktet Acronicta och familjen nattflyn. Inga underarter finns listade i Catalogue of Life.